# قارن (عمران)
قارن هي إحدى قرى الجمهورية اليمنية. تتبع جغرافيا لمحافظة عمران وإداريًا لمديرية جبل عيال يزيد. يبلغ تعداد سكانها 2150 نسمة حسب الإحصاء الذي أجري عام 2004.
تعد هذه المنطقة التاريخية المدخل الشمالي الغربي لمدينة عمران باتجاه مدينة كحلان الجبلية التابعة ادريا لمحافظة حجة. تقع أيضا على السلسلة الجبلية المطلة على مدينة عمران.

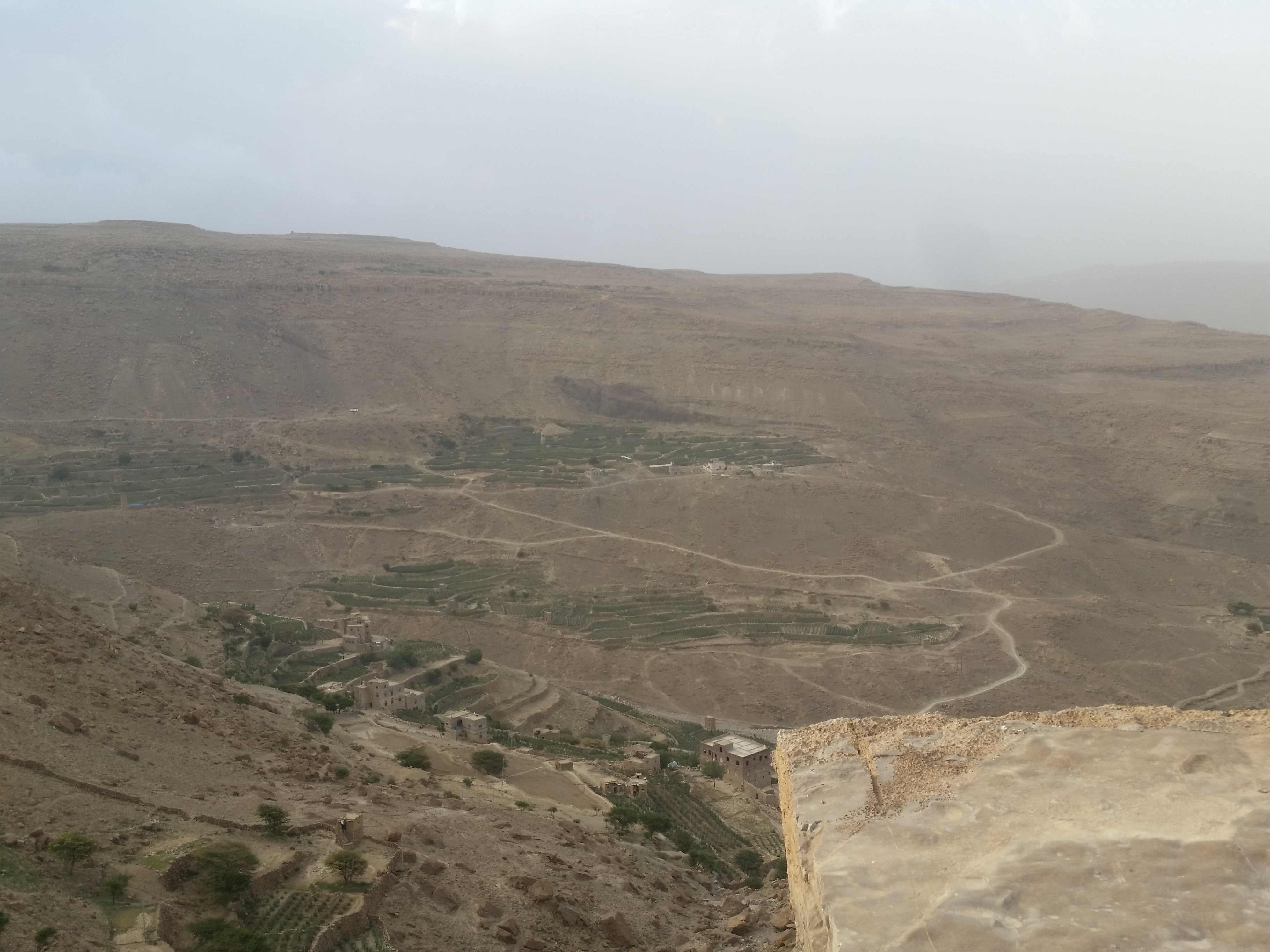
العشة / منطقة قارن - محافظة عمران

## روابط خارجية
- World Gazetteer:Yemen
- الجهاز المركزي للإحصاء بالجمهورية اليمنية
- المركز الوطني للمعلومات باليمن